# روابط مالزی و میانمار
روابط مالزی و میانمار (انگلیسی: Malaysia–Myanmar relations) روابط بین‌الملل بین مالزی و میانمار است. هر دو کشور عضو آسه‌آن بوده و روابط خوبی با یکدیگر دارند. هرچند در اواخر سال ۲۰۱۶، به خاطر موضوع مردم روهینگیا روابط بین دو کشور دارای تنش گردید ولی بعد از دیدار فرماندهان نیروهای مسلح دو کشور به منظور کاهش تنش، روابط بین آنها دارای ثبات گردید. در حال حاضر میانمار در کوالا لامپور دارای سفارت بوده و مالزی در یانگون سفارت دارد.